# 犬物語
『犬物語』（いぬものがたり）は、内田魯庵の短編小説である。初出は不明であるが、1902年（明治35年）6月に博文館から刊行された『社会百面相』に収録された。
飼い犬の視点から人間模様を描写する小説である。同趣向の夏目漱石『吾輩は猫である』（1905年）より成立は早い。

## 概要
「俺かい。俺は昔しお万の覆した油を甞アめて了つた太郎どんの犬さ。其俺の身の上咄しが聞きたいと。四つ足の俺に咄して聞かせるやうな履歴があるもんか。だが、人間の小説家さまが俺の来歴を聞くやうでは先生余程窮したと見えるね。よし／＼一番大気を吐かうかな。
俺は爰から十町離れた乞丐横町の裏屋の路次の奥の塵溜の傍で生れたのだ。俺の母犬は俺を生むと間もなく暗黒の晩に道路で寝惚けた巡行巡査に足を踏まれたので、喫驚してワンと吠えたら狂犬だと云つて殺されて了つたさうだ。」と書き出される。
今は洋行帰りの金持ちに飼われているが、美しい令嬢には大学の学士で役人の華尾高楠（はなをたかくす）、私立学校の講師の御園草四郎（みそのくさしろう）、自称青年政治家で新聞記者の大洞福弥（おおほらふくや）、文学者の荒屋角也（あらをかくなり）、耶蘇教の坊さん神野霜兵衛（かみのしもべえ）、公家伯爵の鍋小路行平（なべこうじゆきひら）らが交際を申しこんでくる。令嬢にあしらわれる様を皮肉な筆致で書いた話である。